# دوبوتامین
دوبوتامین (انگلیسی: Dobutamine) دارویی است که در درمان شوک قلبی (در نتیجه پرفیوژن ناکافی بافت) و نارسایی شدید قلبی استفاده می‌شود. همچنین ممکن است در انواع خاصی از تست‌های استرس قلبی استفاده شود. این دارو تنها به صورت IV، به صورت تزریق داخل ورید یا داخل استخوانی به صورت انفوزیون مداوم داده می‌شود. مقدار دارو باید با اثر مطلوب تنظیم شود. شروع اثرات معمولاً در عرض ۲ دقیقه دیده می‌شود. نیمه عمر آن دو دقیقه است. این دارو کوتاه مدت تجویز می‌شود و تا ۷۲ ساعت در بیمارستان ادامه نمی‌یابد.
عوارض جانبی رایج عبارتند از ضربان قلب سریع، ضربان قلب نامنظم و التهاب در محل تزریق. استفاده در افراد مبتلا به تنگی زیرآئورت هیپرتروفیک ایدیوپاتیک توصیه نمی‌شود. این دارو در درجه نخست با تحریک مستقیم گیرنده‌های β۱ عمل می‌کند، که قدرت انقباضات قلب را افزایش می‌دهد و منجر به اثر یونوتروفیک مثبت می‌شود. معمولاً تأثیر کمی بر ضربان قلب افراد دارد.
دوبوتامین در سال ۱۹۷۸ برای استفاده پزشکی در ایالات متحده آمریکا تأیید شد. این دارو به عنوان یک داروی عمومی در دسترس است. این دارو در ابتدا از ایزوپروترنول ساخته می‌شد.
مصارف پزشکی
دوبوتامین برای درمان نارسایی قلبی حاد اما بالقوه برگشت‌پذیر، مانند مواردی که در حین جراحی قلب یا در موارد شوک سپتیک یا قلبی رخ می‌دهد، بر اساس اثر اینوتروپیک مثبت آن استفاده می‌شود.
دوبوتامین را می‌توان در موارد نارسایی احتقانی قلب برای افزایش برون ده قلبی استفاده کرد. زمانی نشان داده می‌شود که درمان تزریقی برای حمایت اینوتروپیک در درمان کوتاه‌مدت بیماران مبتلا به جبران خسارت قلبی به دلیل انقباض افسرده، که می‌تواند نتیجه بیماری قلبی ارگانیک یا روش‌های جراحی قلب باشد، نشان داده می‌شود. دوزهای بالاتر با سابقه بیماری ایسکمیک قلبی اخیر مفید نیست، زیرا ضربان قلب را افزایش می‌دهد و در نتیجه نیاز به اکسیژن میوکارد را افزایش می‌دهد.
این دارو همچنین معمولاً در محیط بیمارستان به عنوان یک عامل تست استرس دارویی برای شناسایی بیماری عروق کرونر استفاده می‌شود.
اثرات نامطلوب
عوارض جانبی اولیه شامل مواردی است که معمولاً برای سمپاتومیمتیک‌های فعال β۱ دیده می‌شود، مانند فشار خون بالا، آنژین، آریتمی و تاکی‌کاردی. در فیبریلاسیون دهلیزی با احتیاط استفاده می‌شود زیرا تأثیر آن بر افزایش هدایت دهلیزی (AV) است.
خطرناک‌ترین عارضه جانبی دوبوتامین افزایش خطر آریتمی از جمله آریتمی‌های کشنده است.
به‌طور کلی، دوبوتامین تمایل به ایجاد تاکی کاردی و اثرات عروق محیطی کمتری نسبت به عواملی مانند اپی‌نفرین و ایزوپروترنول دارد.

## فارماکولوژی
دوبوتامین یک عامل مستقیم اثر است که فعالیت اولیه آن ناشی از تحریک گیرنده‌های β۱ آدرنرژیک قلب، افزایش انقباض و برون‌ده قلبی است. از آنجایی که برای مهار آزادسازی نوراپی‌نفرین (یکی دیگر از آگونیست α۱) روی گیرنده‌های دوپامین عمل نمی‌کند، دوبوتامین نسبت به دوپامین کمتر مستعد ایجاد فشار خون بالا است.
دوبوتامین عمدتاً یک آگونیست β۱ آدرنرژیک، با فعالیت β۲ ضعیف و فعالیت انتخابی α۱ است، اگرچه از نظر بالینی در موارد شوک قلبی به دلیل اثر β۱ آنوتروپیک آن در افزایش انقباض قلب و برون‌ده قلبی استفاده می‌شود. دوبوتامین به عنوان یک مخلوط راسمیک شامل هر دو ایزومر (+) و (-) تجویز می‌شود. ایزومر (+) یک آگونیست β۱ و آنتاگونیست α۱ است، در حالی که ایزومر (-) آگونیست α۱ است. تجویز راسمات منجر به آگونیسم کلی β۱ می‌شود که مسئول فعالیت آن است. (+)-دوبوتامین همچنین دارای فعالیت آگونیست β۲ خفیف است که آن را به عنوان یک گشادکننده عروق مفید می‌کند.